# Fendlerovka
Fendlerovka (Fendlera) je rod rostlin patřící do čeledi hortenziovité (Hydrangeaceae). Zahrnuje pouze dva druhy opadavých keřů, vyskytujících se na jihozápadě USA a v Mexiku, kde obvykle rostou na suchých svazích a skalních stěnách ve společenosti keřovitých jalovců nebo borovic.

## Druhy
- Fendlera rigida
- Fendlera rupicola (syn. Fendlera wrightii)

## Použití
Lze je použít jako okrasné rostliny, mají však pouze sbírkový význam.